# Spargania fallaciosa
Spargania fallaciosa är en fjärilsart som beskrevs av Paul Dognin 1918. Spargania fallaciosa ingår i släktet Spargania och familjen mätare. Inga underarter finns listade i Catalogue of Life.